# Wat Rong Khun
Le Wat Rong Khun (en thaï : วัดร่องขุ่น) est un temple situé à 13 km au sud de Chiang Rai, en Thaïlande, il est communément appelé le temple blanc. Il a été construit par Chalermchai Kositpipat (en thaï : เฉลิมชัย โฆษิตพิพัฒน์), un artiste thaïlandais de renom qui a voulu créer un tribut durable à Rama IX, ancien roi de Thaïlande décédé en 2016, et également honorer sa ville natale.

## Présentation
En rupture avec la plupart des autres temples, celui-ci est d'une blancheur extraordinaire, pour symboliser la pureté du bouddhisme, et incrusté de morceaux de miroir pour suggérer la réflexion de l’illumination. Pour y accéder, le visiteur doit d'abord passer entre deux crocs géants, puis devant un lac parsemé de créatures des enfers.
Sa construction a commencé en 1997. Il devait être achevé en 2008, mais ne sera terminé qu'en 2070. L’ensemble comprendra neuf bâtiments, qui constitueront la vision du paradis bouddhiste sur terre telle qu'imaginée par l'artiste. Le financement du temple est assuré par la vente des peintures de celui-ci, exposées et vendues dans un bâtiment annexe ainsi que par les billets d'entrée.

## Tremblement de terre
Le 5 mai 2014, à 18 h 08 (heure locale), le temple est endommagé par un tremblement de terre (en)de magnitude 6,3 sur l'échelle de Richter suivi de nombreuses répliques. Il doit alors fermer indéfiniment et pour son créateur, il doit être démoli pour des raisons de sécurité.
Cependant, après une visite d'experts, il apparaît que tous les bâtiments sont structurellement sains. Chalermchai annonce alors qu'il se donne deux ans pour redonner la beauté originelle au temple et que celui-ci sera de nouveau ouvert aux visiteurs,.

## Photos

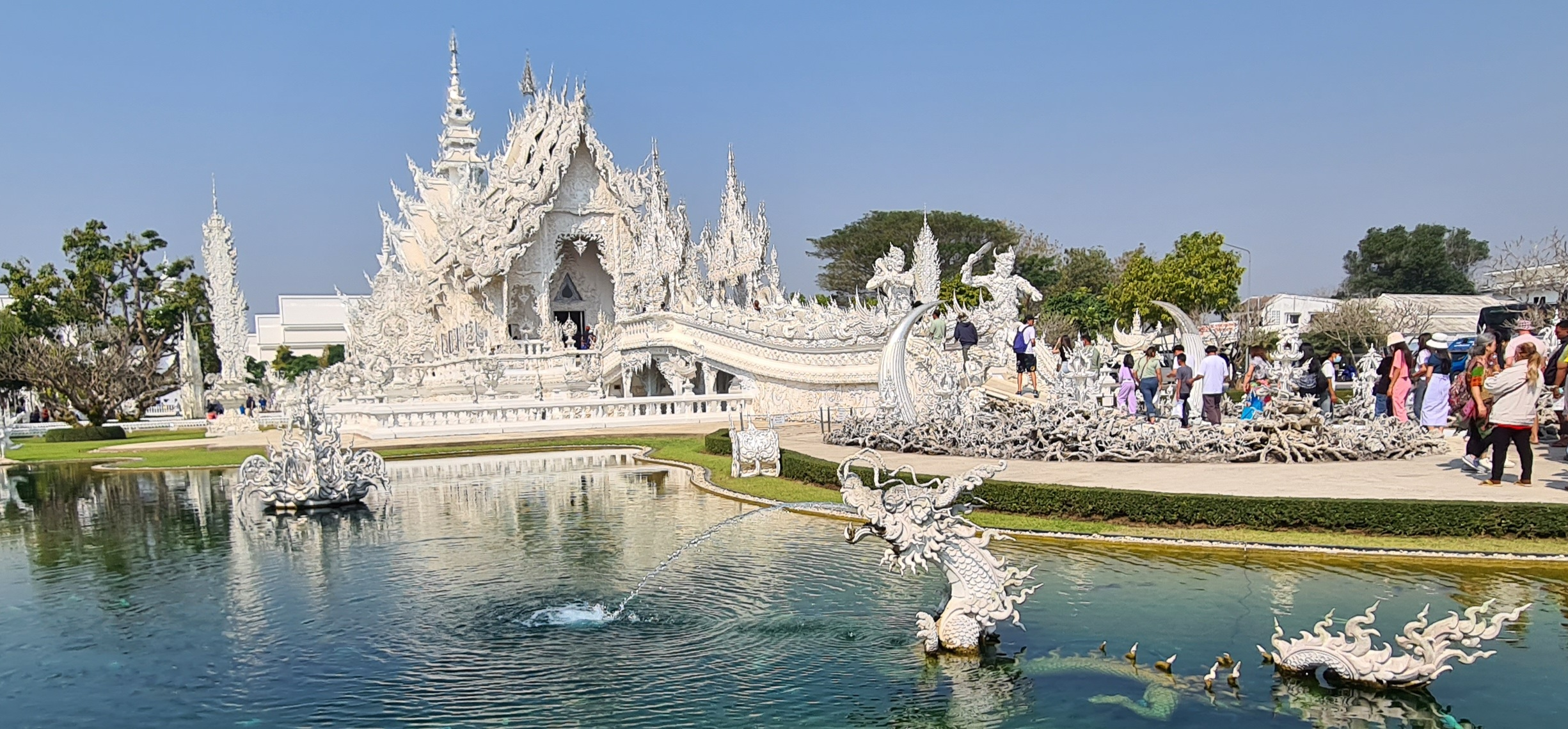
Bassin, pont du cycle de la renaissance et Ubosot (de droite à gauche)

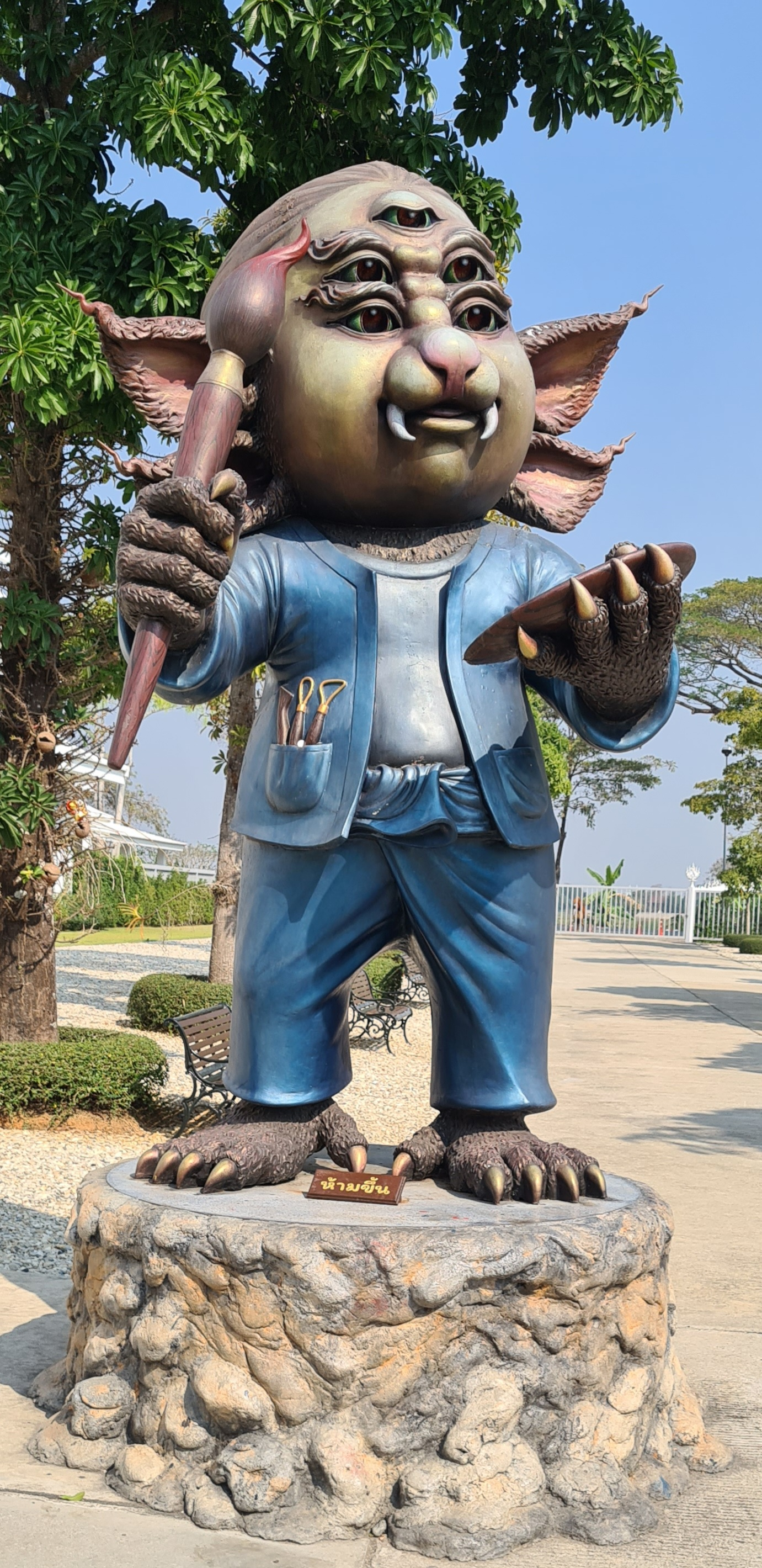
statue de l'artiste

Galerie couverte, arbres, pots de fleurs suspendus et super-héros...
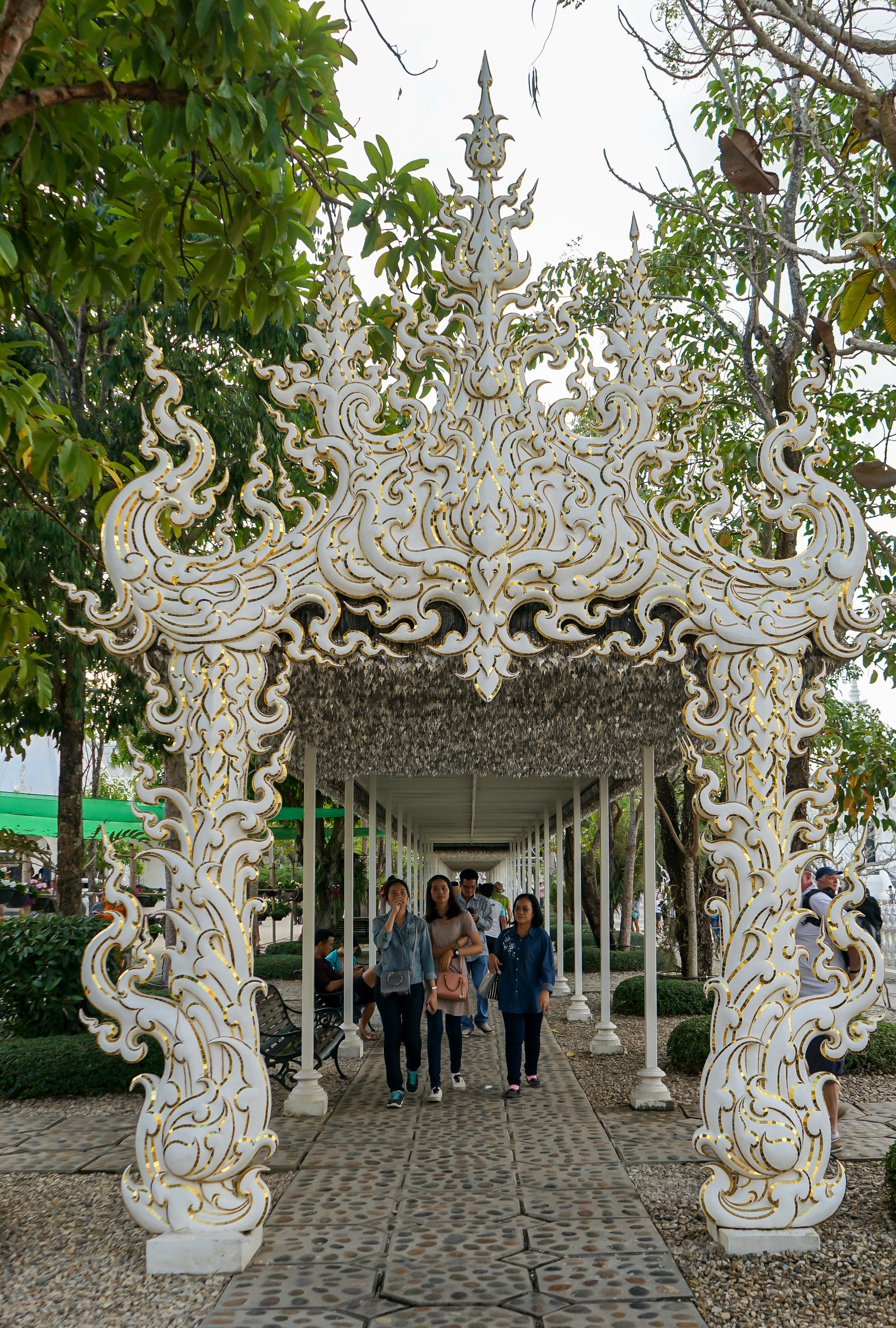
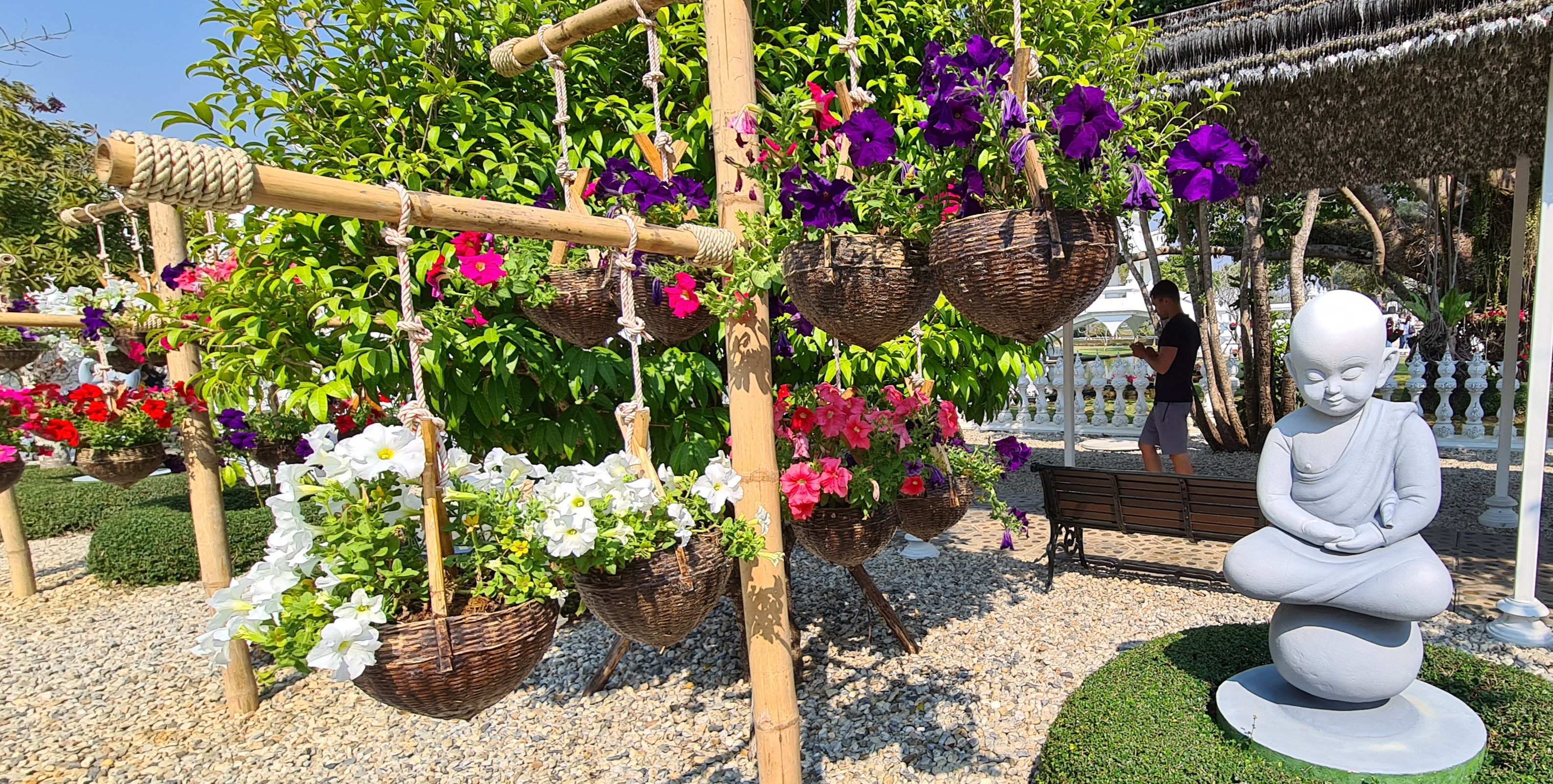
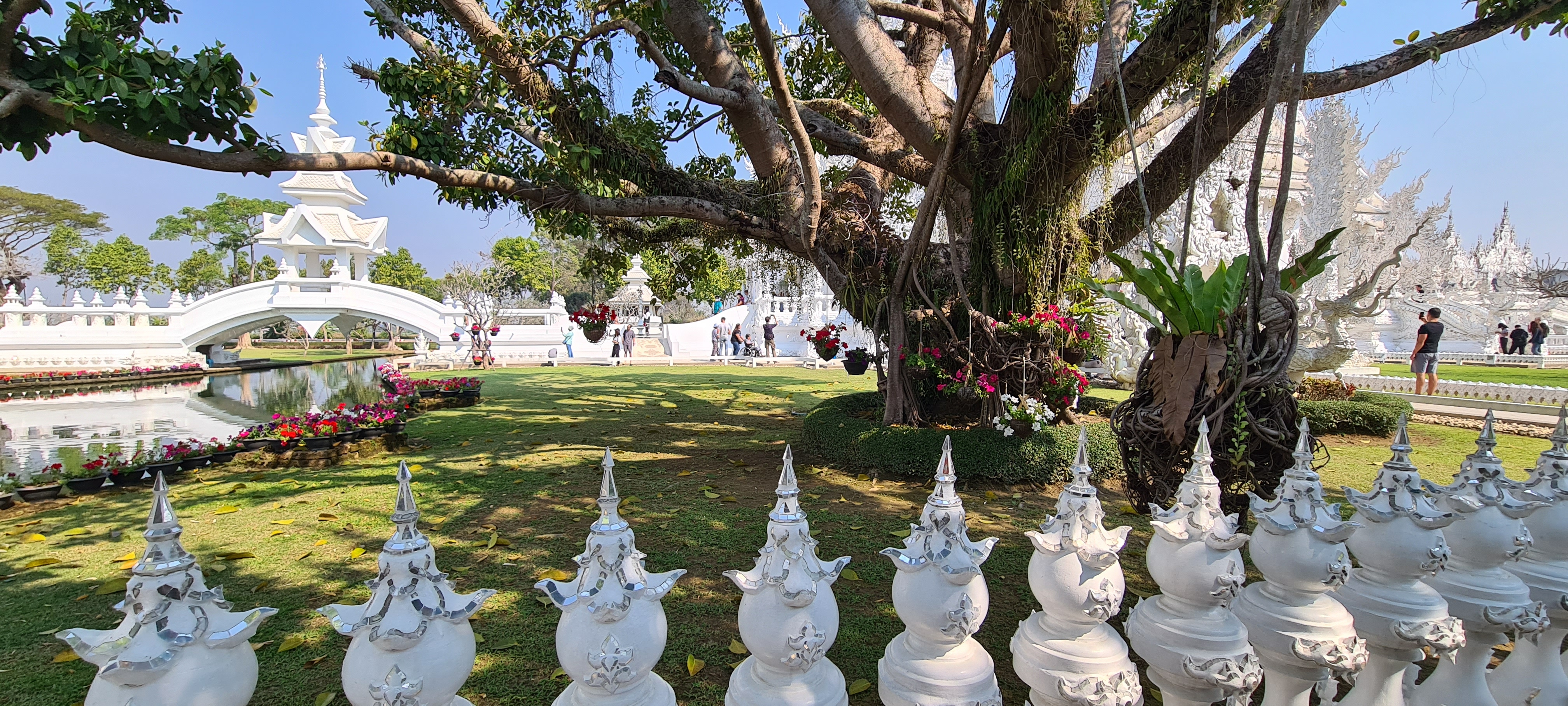
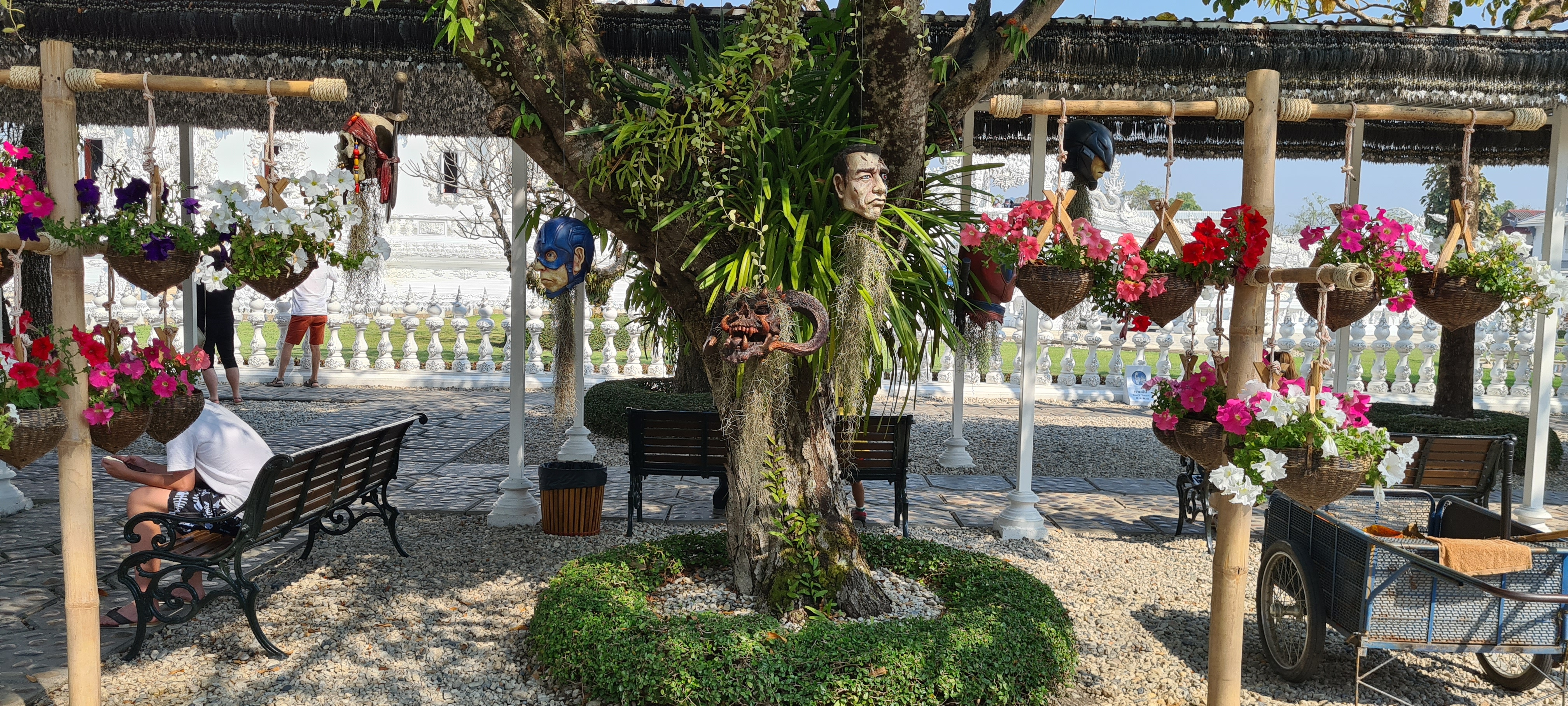
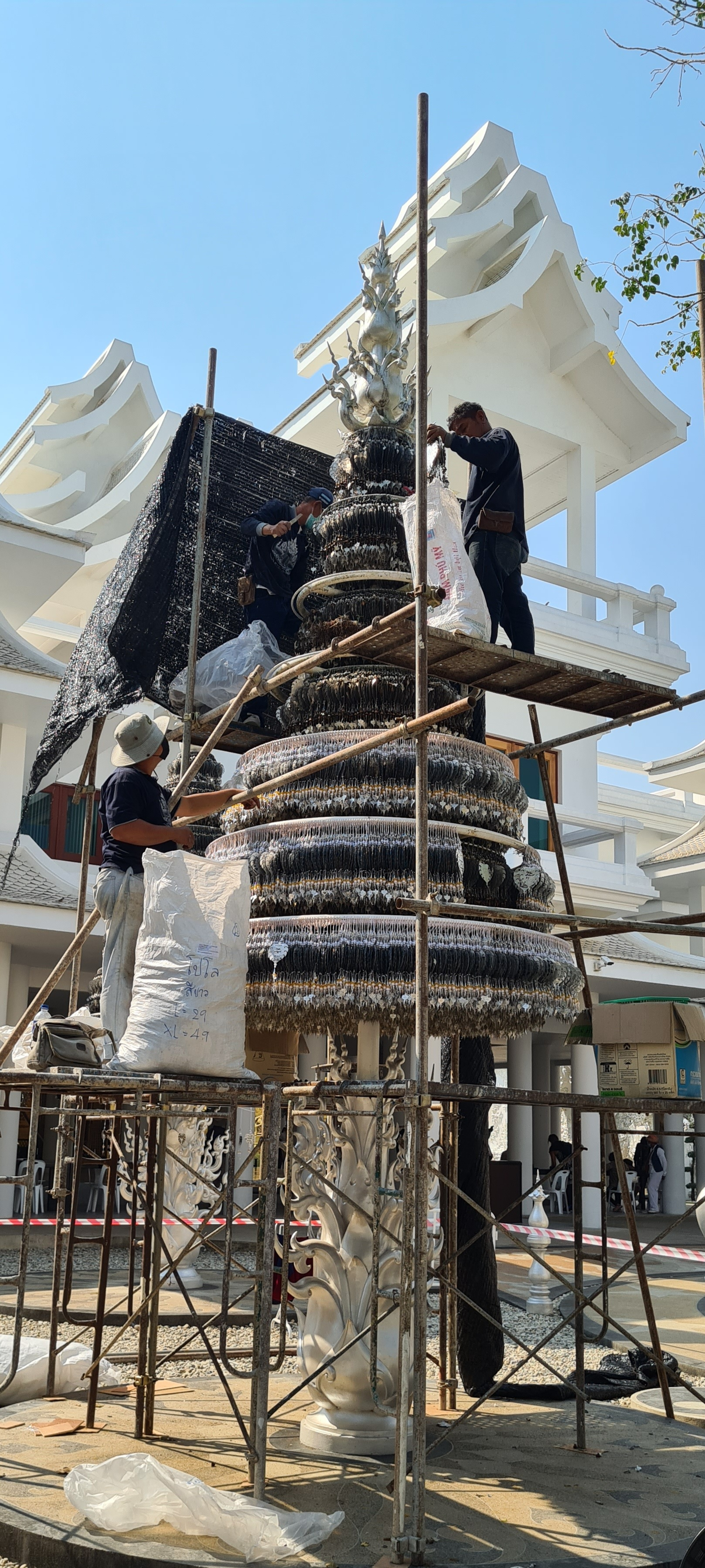
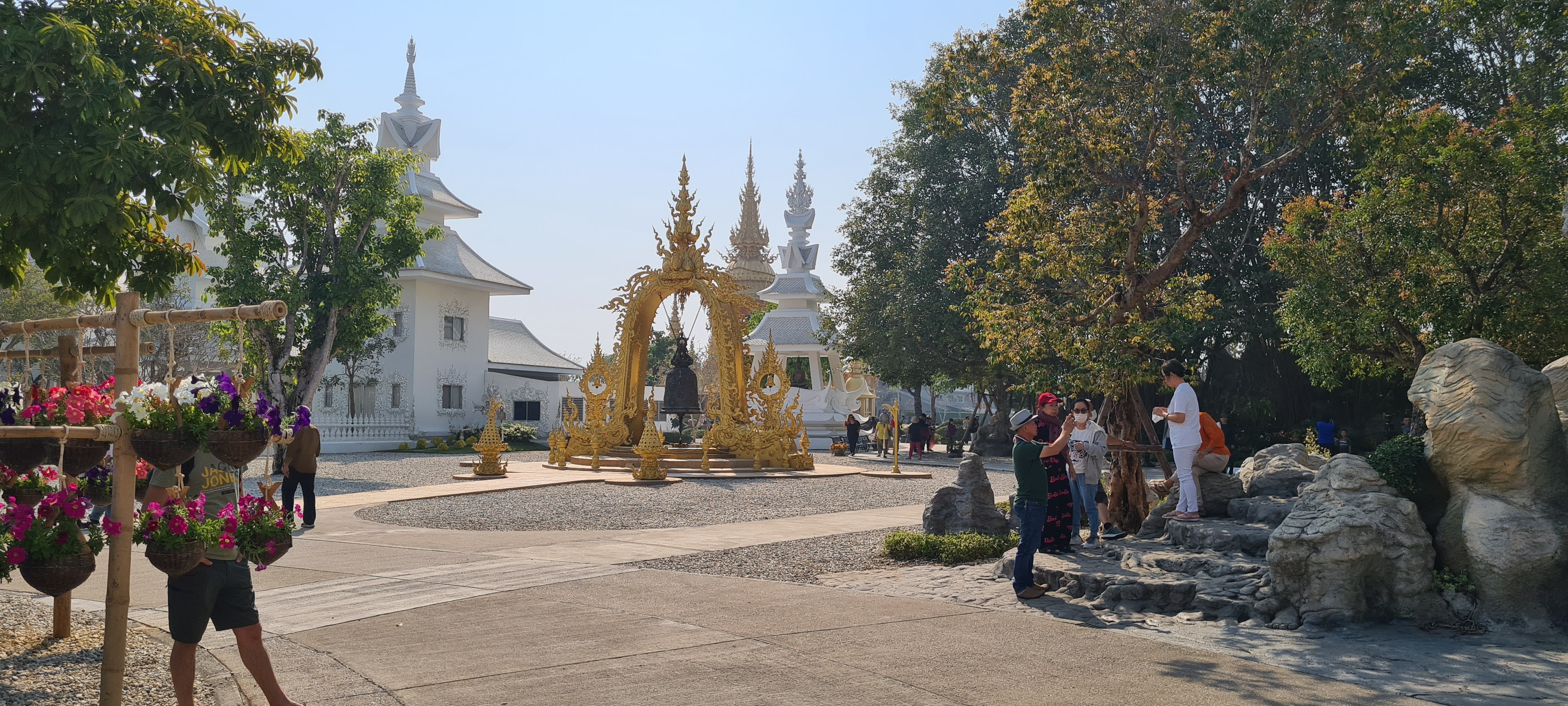

Pont du cycle de la renaissance
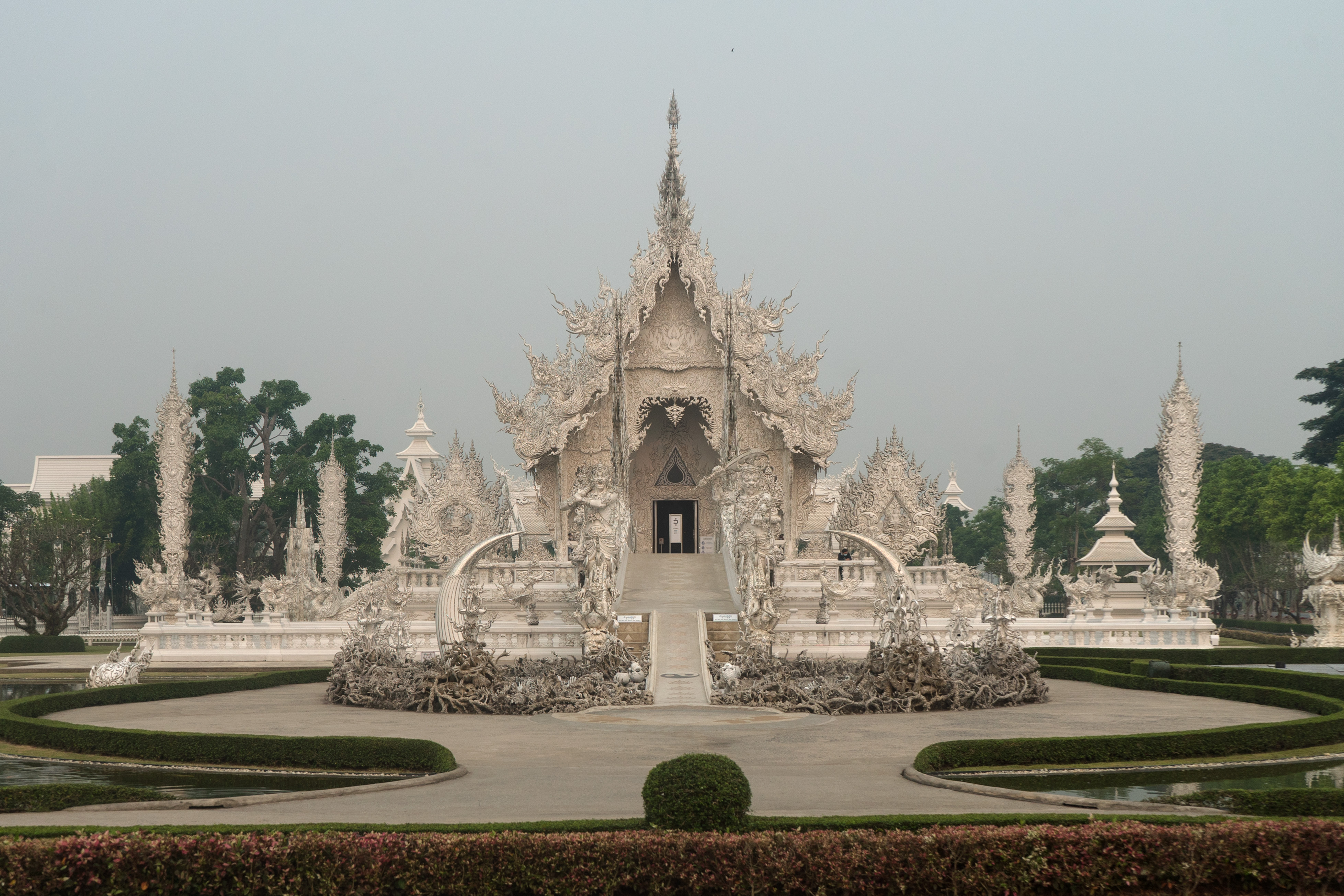
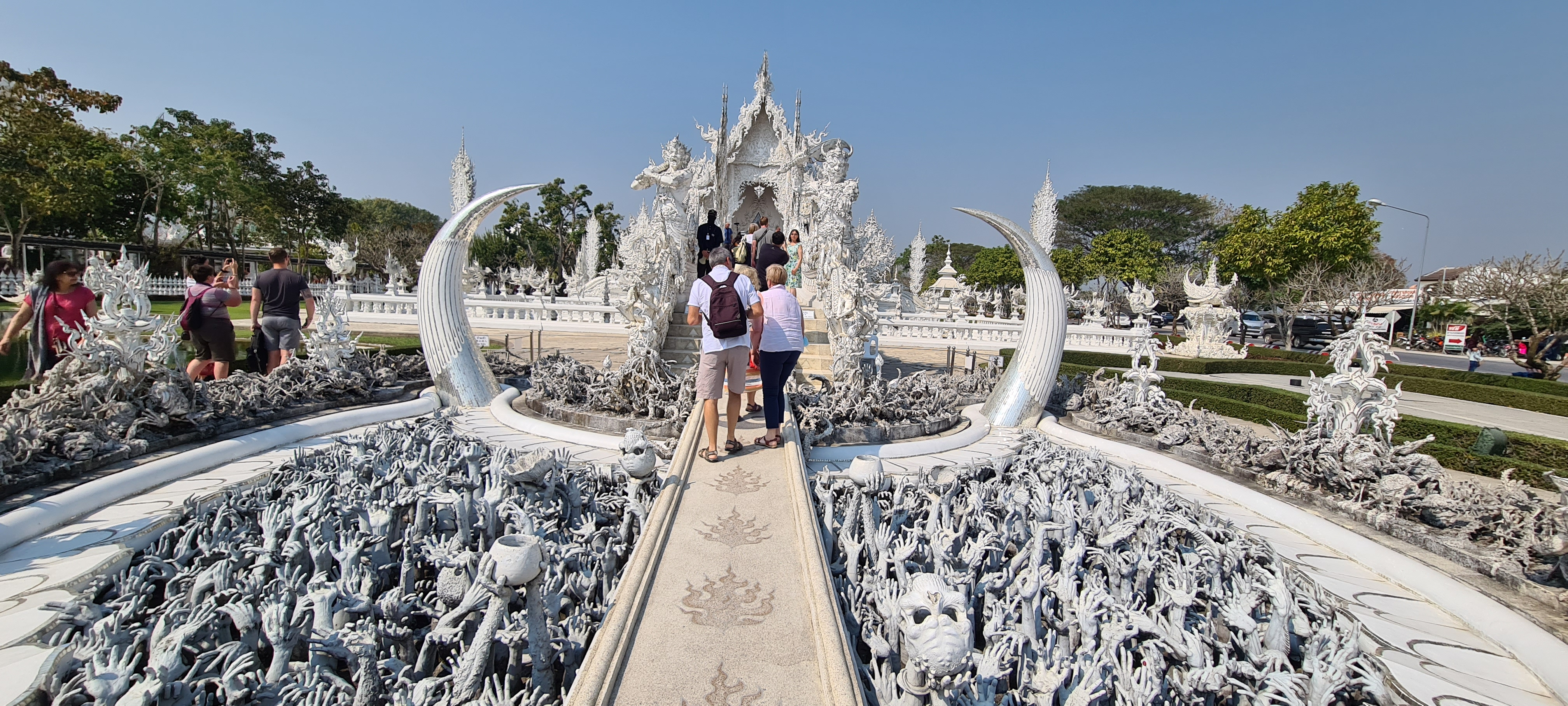
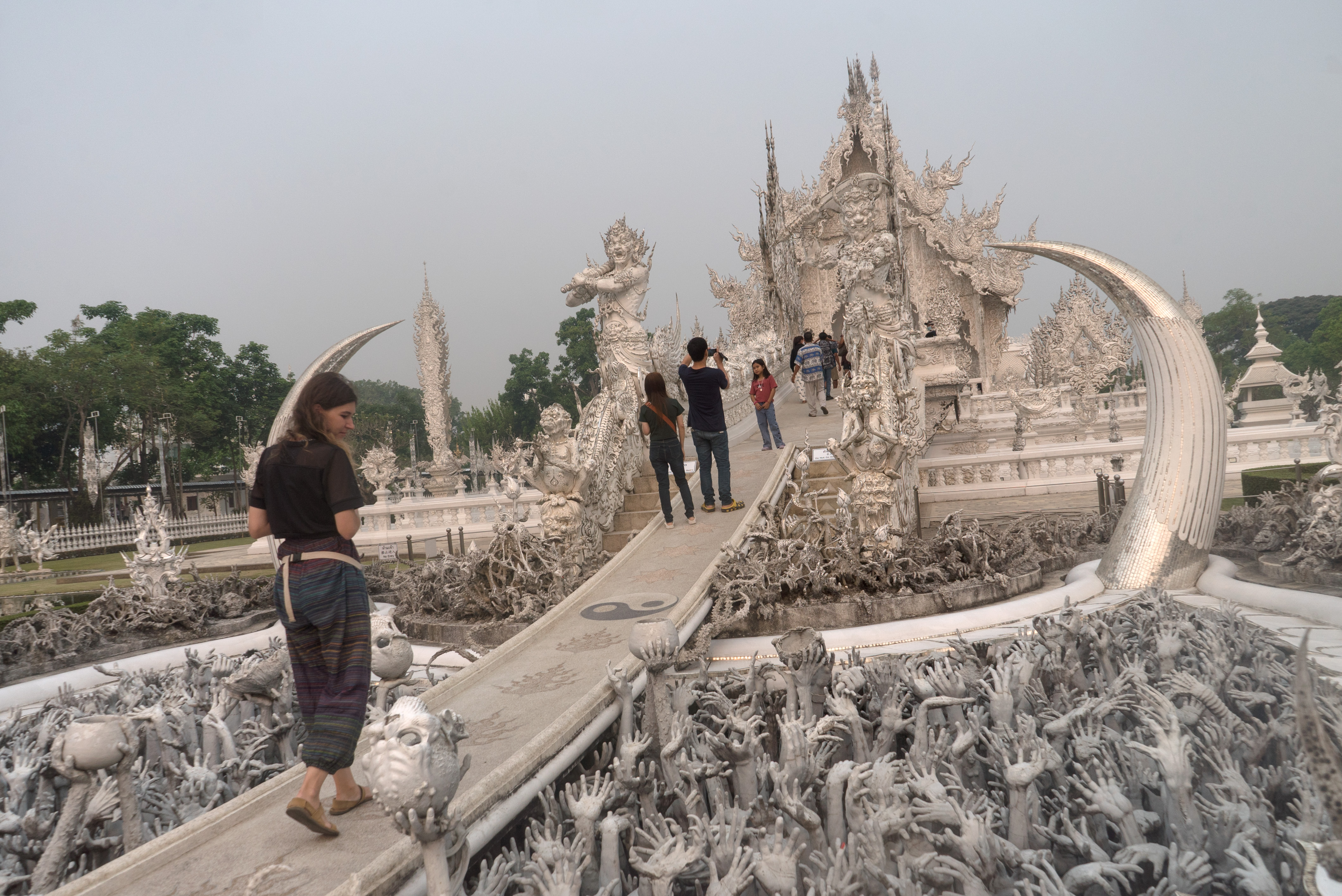
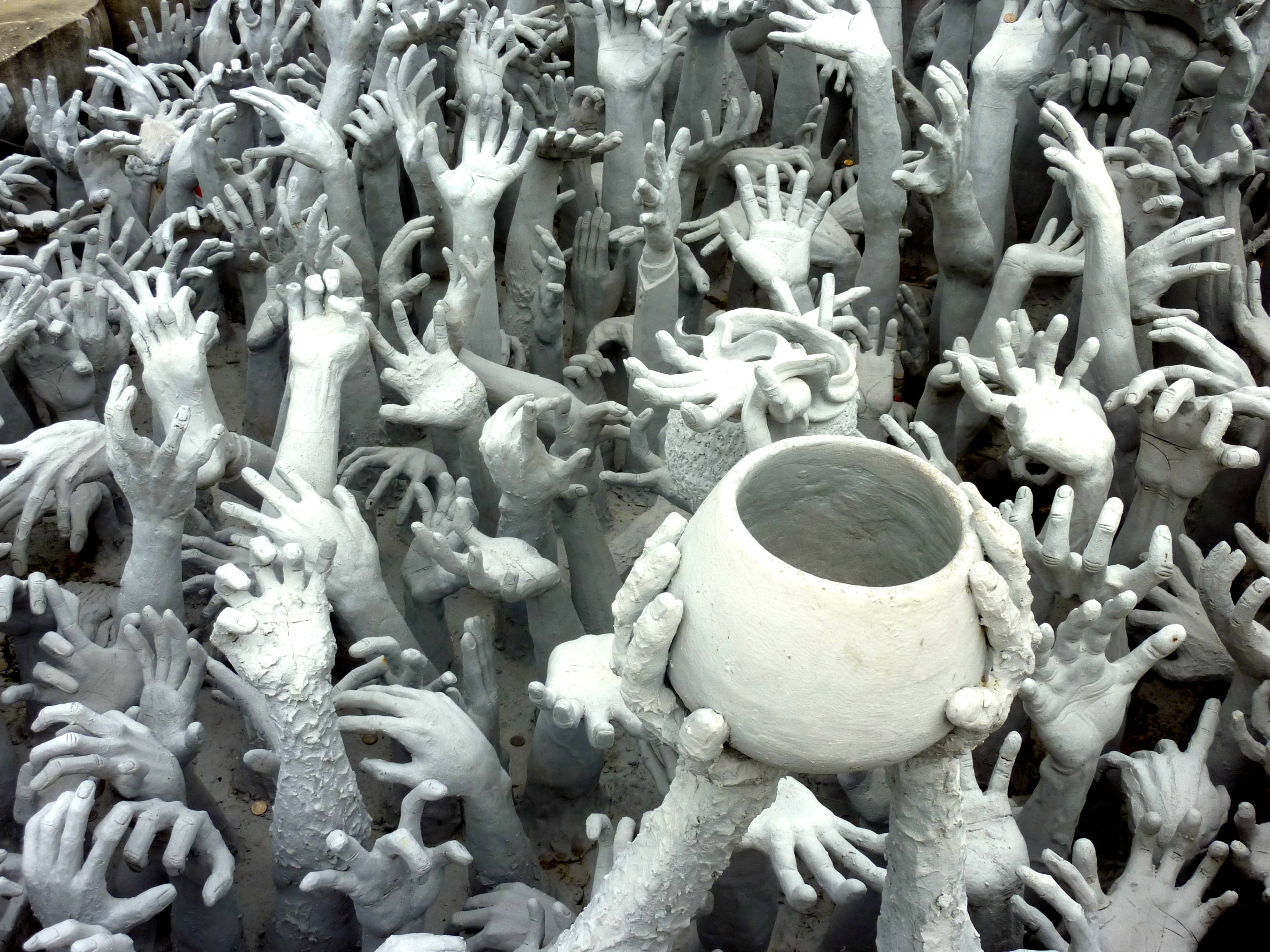
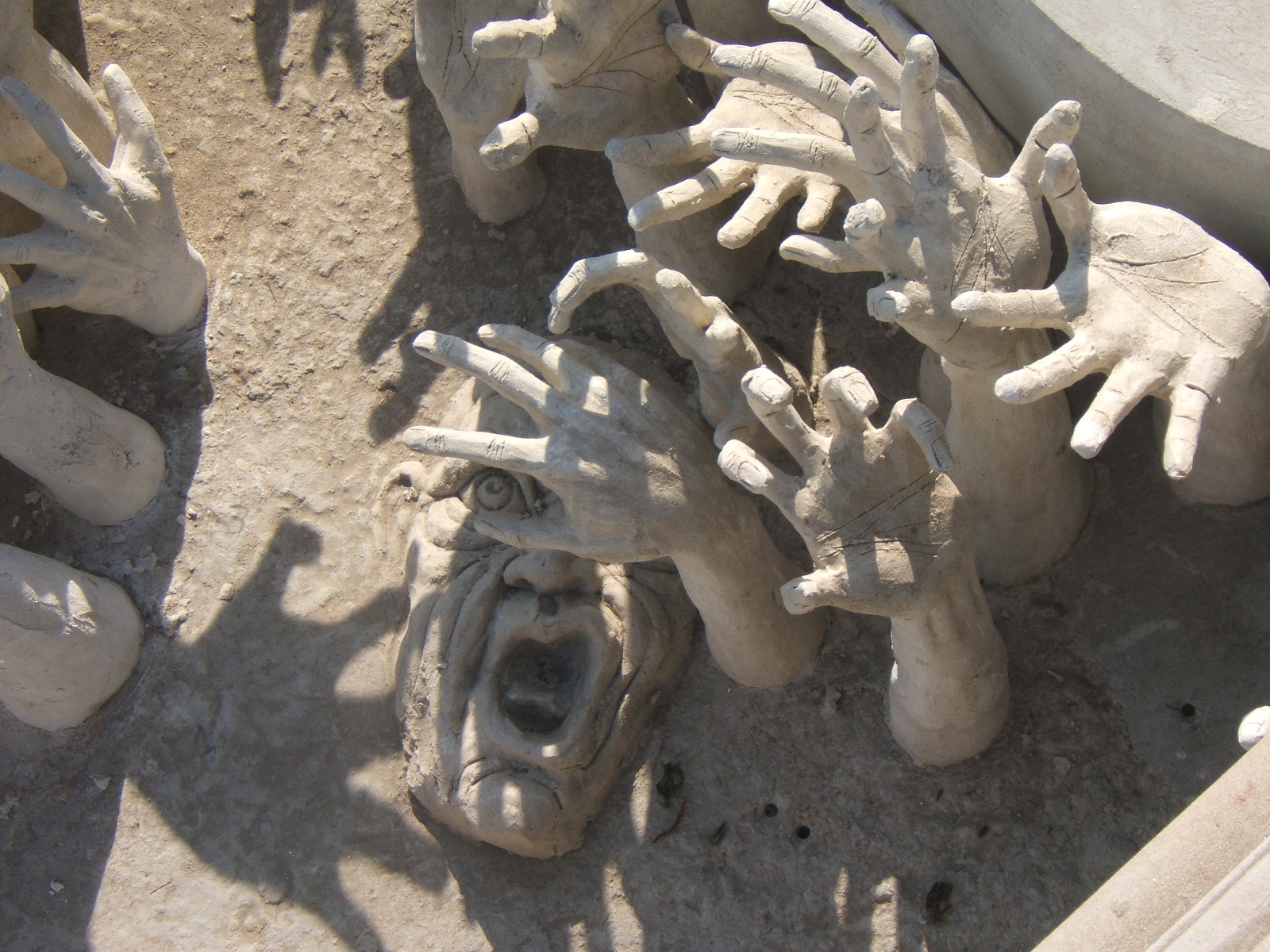
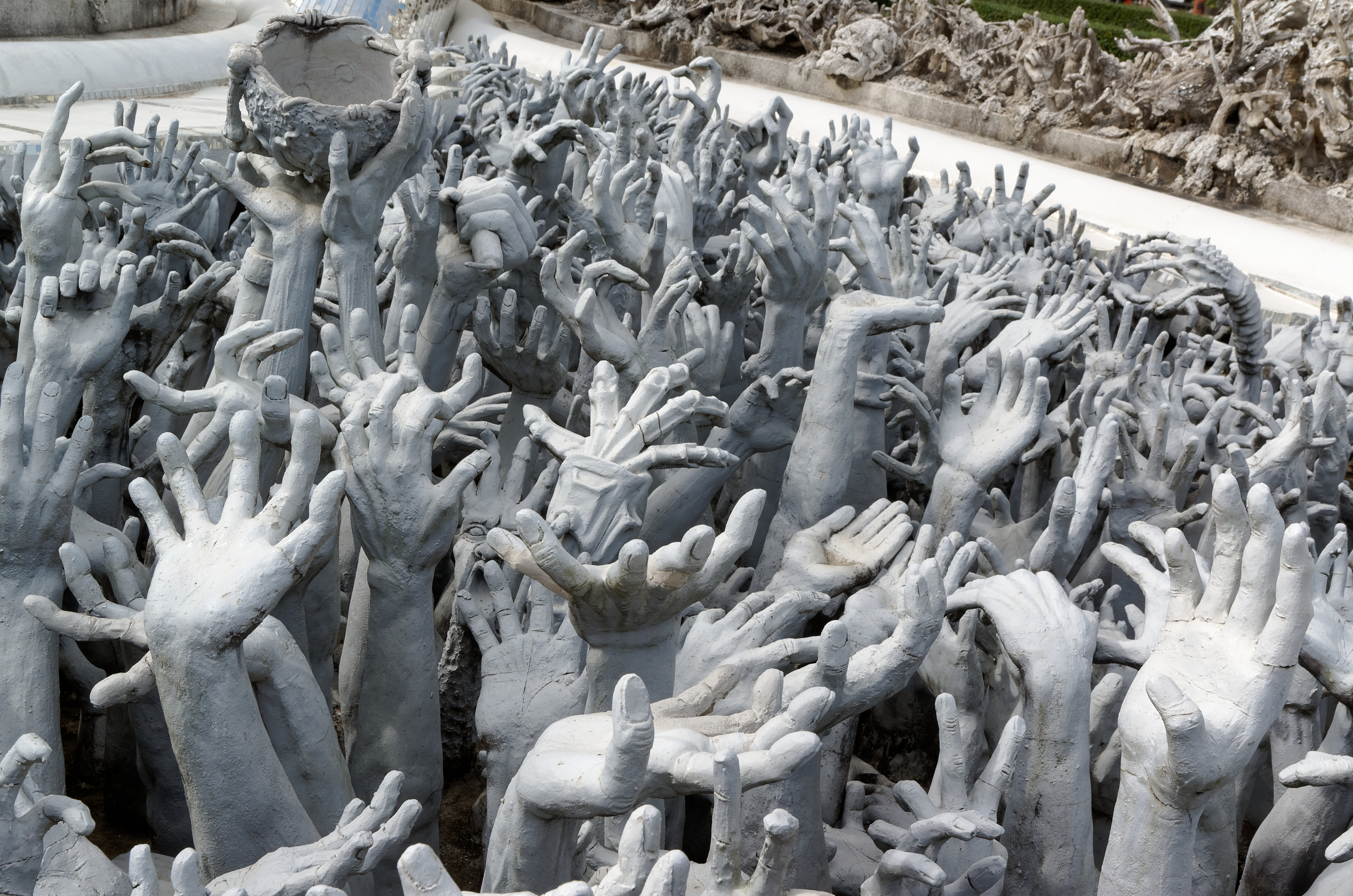
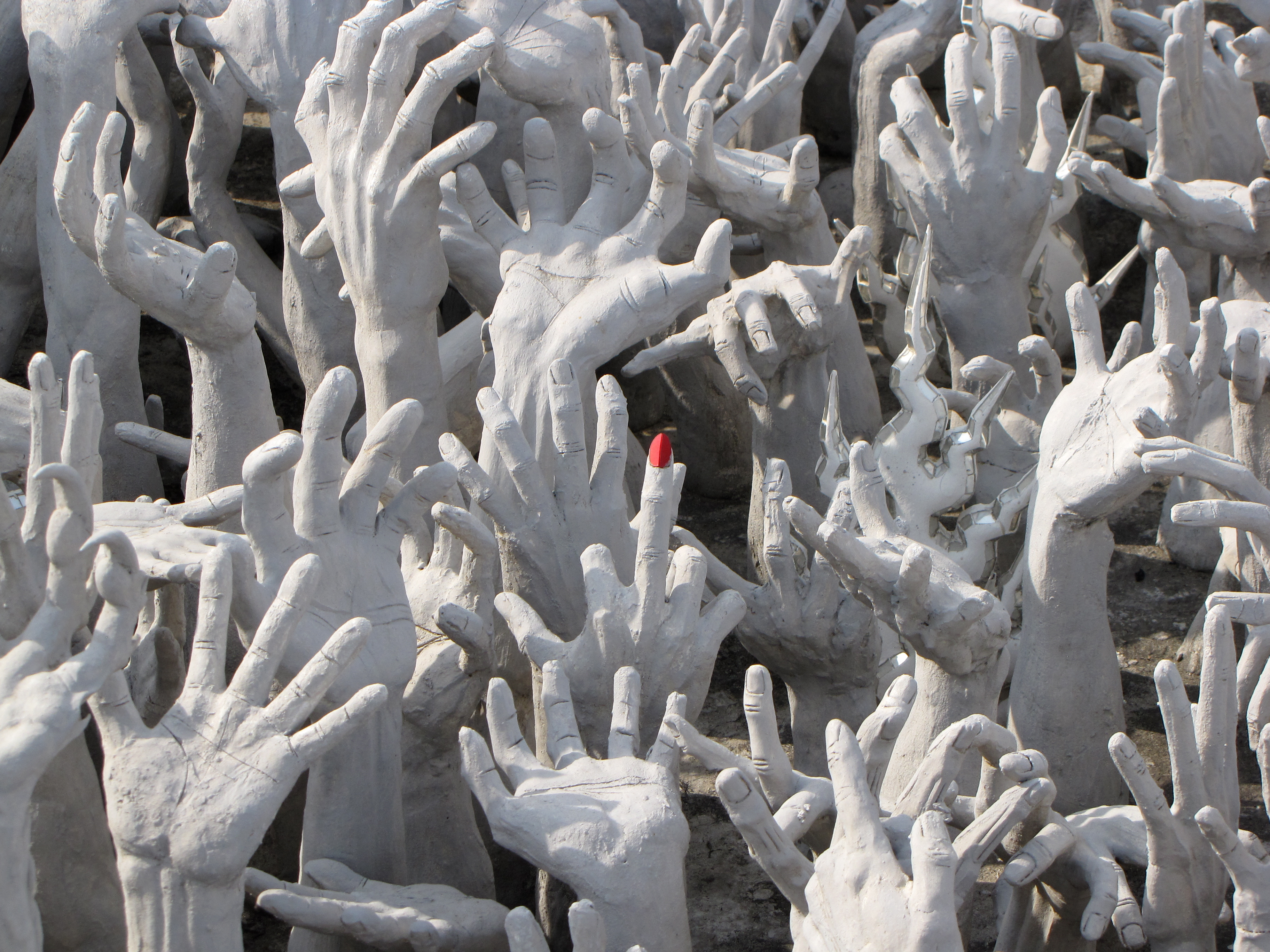
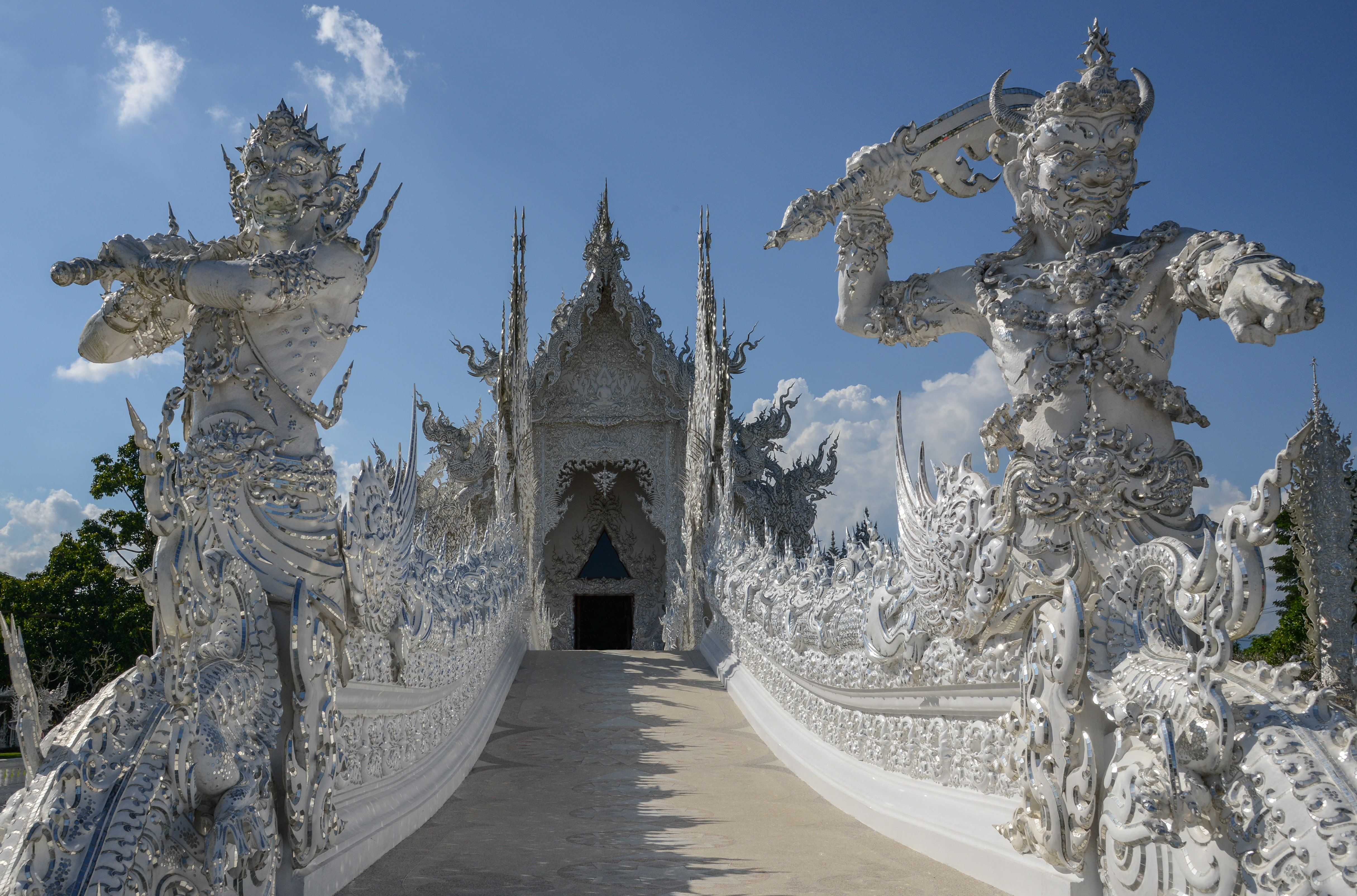

Ubosot (Hall d'ordination)
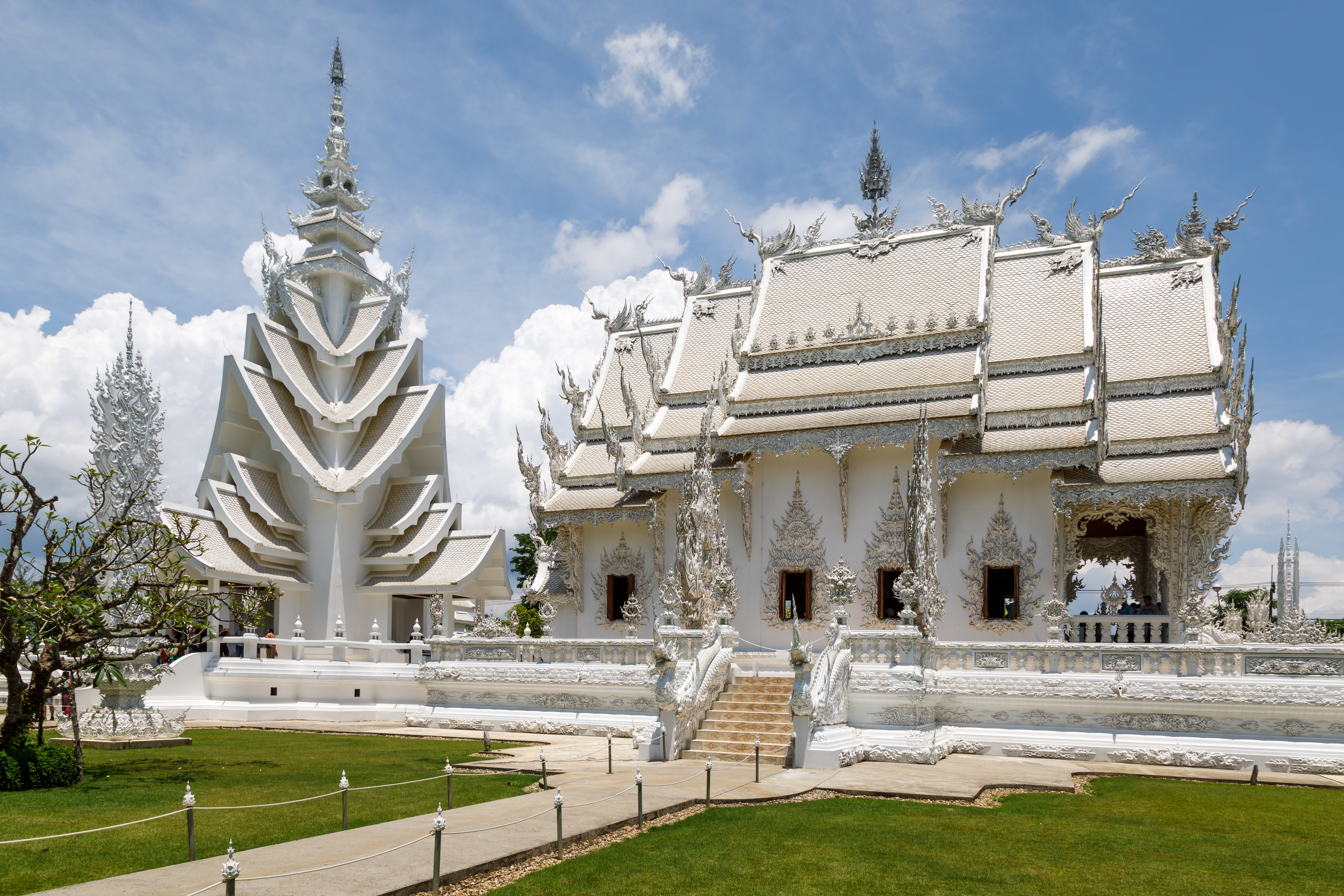
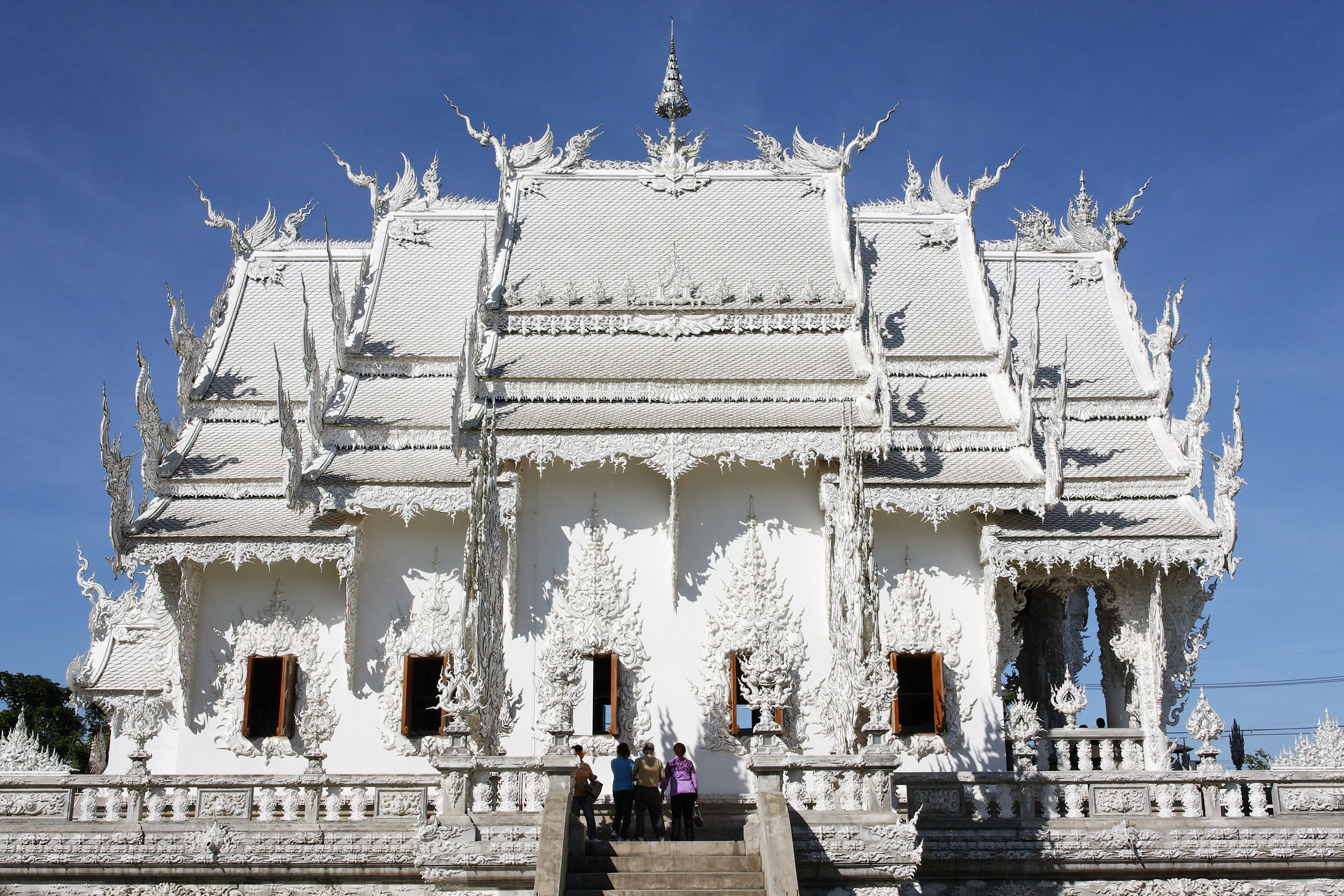
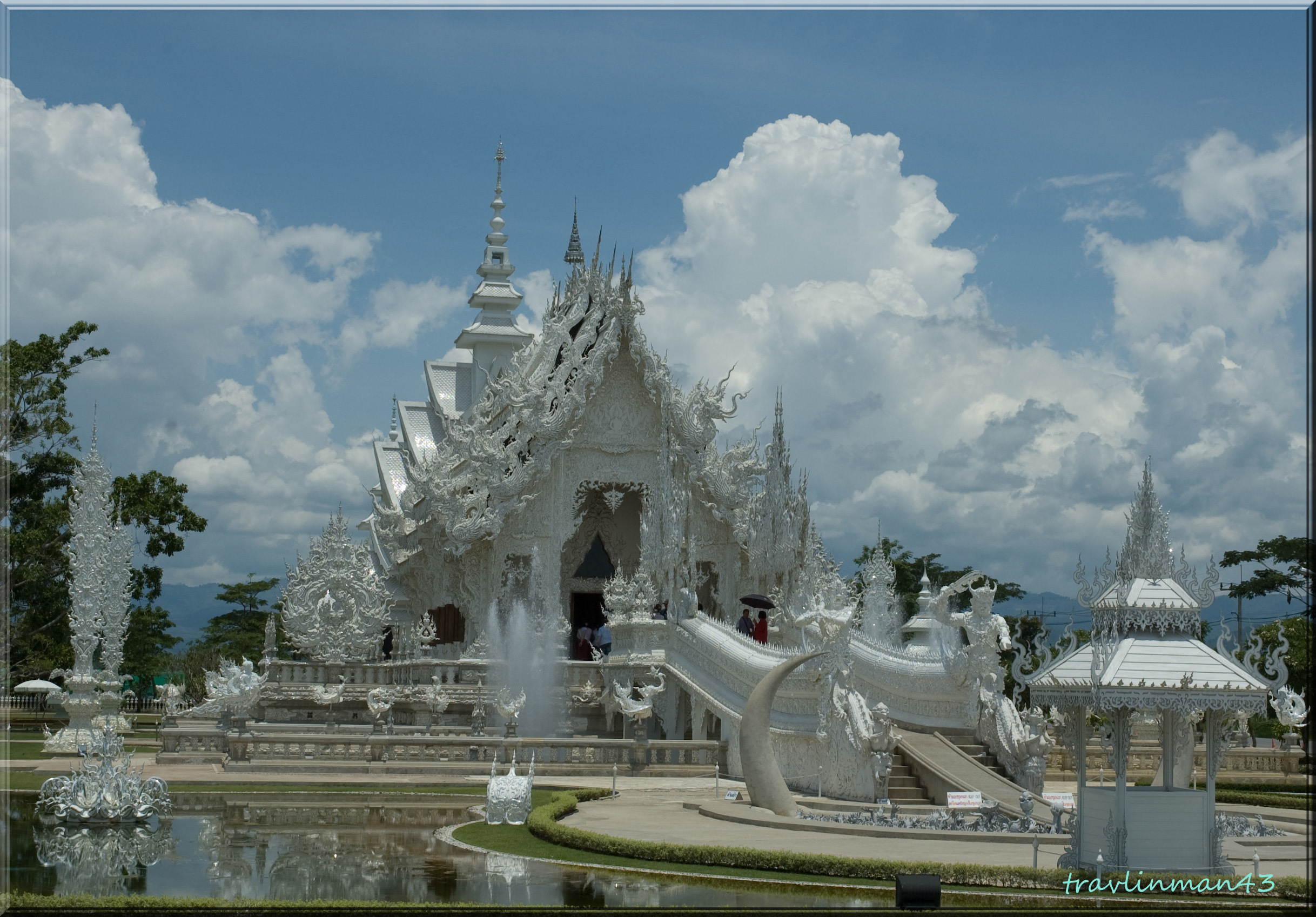
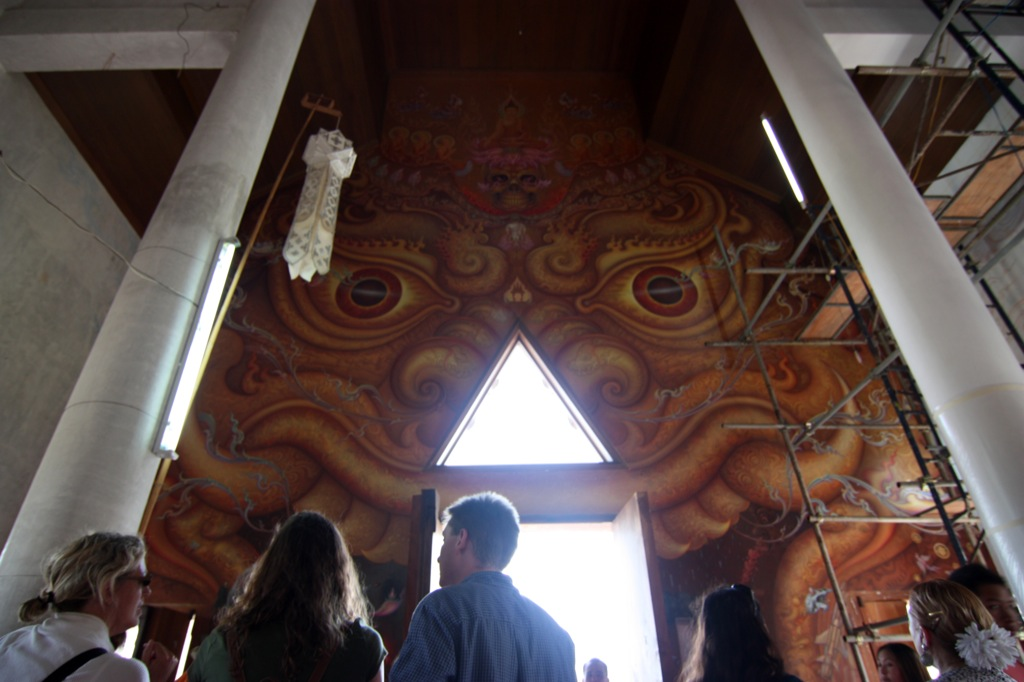
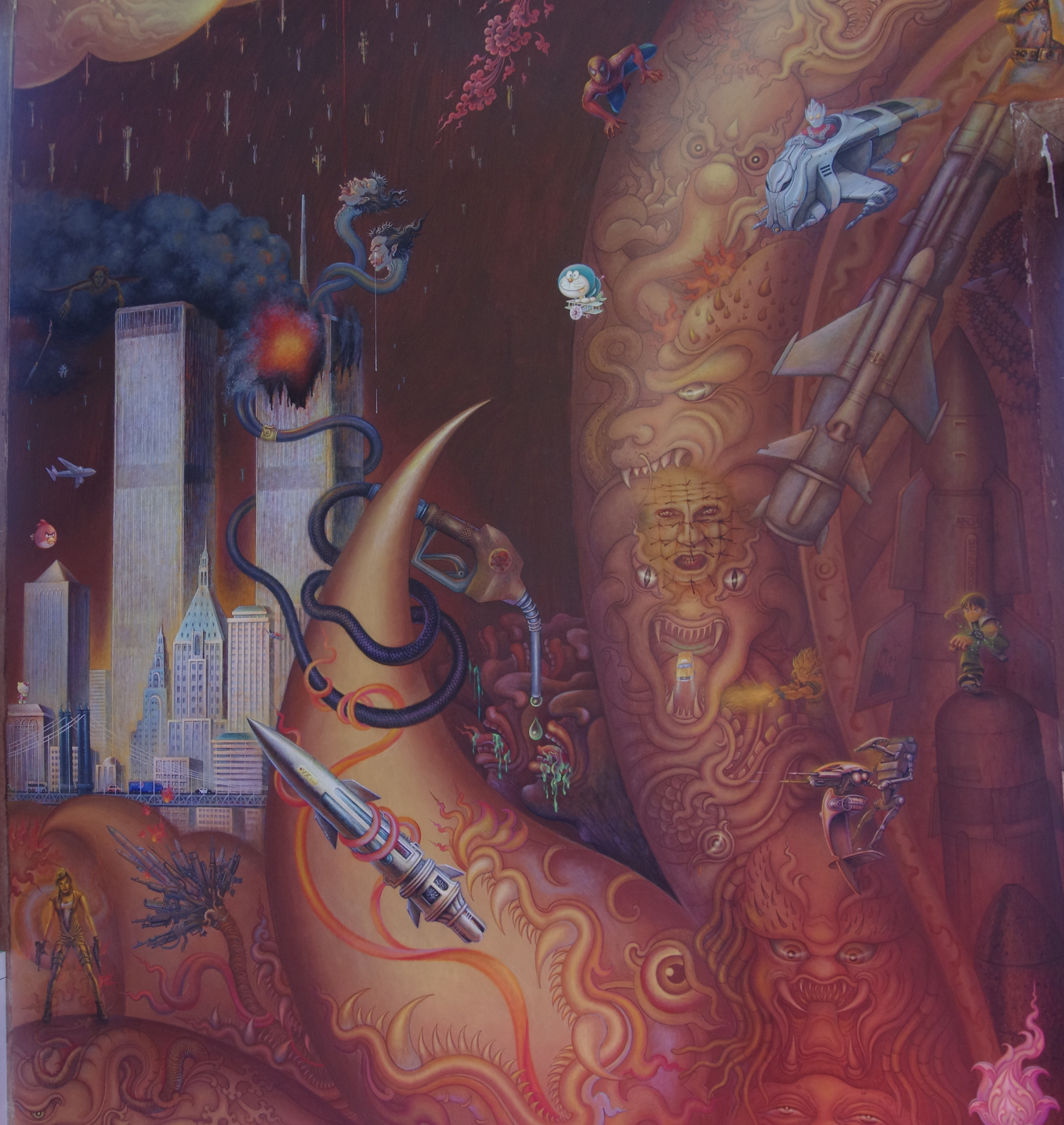